# Cousinia litvinovii
Cousinia litvinovii là một loài thực vật có hoa trong họ Cúc. Loài này được Kult. ex Juz. mô tả khoa học đầu tiên năm 1940.